# Armée de libération de Preševo, Medveđa et Bujanovac
L'Armée de libération de Preševo, Medveđa et Bujanovac (en albanais: Ushtria Çlirimtare e Presheves, Medvegjë dhe Bujanoc, UÇPMB) est un groupe paramilitaire séparatiste qui œuvra pour la sécession de trois municipalités serbes peuplées en majorité d'albanophones, Preševo, Bujanovac, et Medveđa, et leur rattachement au Kosovo. Forte d'environ 1 500 hommes, elle fut principalement active entre 1999 et 2001, pendant le conflit de la vallée de Preševo.

## Histoire
Après la fin de la guerre du Kosovo en juin 1999, une zone démilitarisée d'environ cinq kilomètres de large fut établie entre le Kosovo, géré par la Mission d'administration intérimaire des Nations unies au Kosovo (MINUK) et la République fédérale de Yougoslavie. Les armées yougoslaves n'avaient pas le droit d'y pénétrer, à l'exception des forces légèrement armées du ministère serbe de l'Intérieur. La zone d'exclusion englobait le village majoritairement albanophone de Dobrosin, mais pas Preševo.
D'anciens membres de l'Armée de libération du Kosovo (UÇK) établirent rapidement des bases dans la zone démilitarisée et visaient les forces de police serbes patrouillant la région, forçant ces dernières à se retirer. Leurs attaques visaient également des politiciens albanophones opposés à l'UÇK. Ils assassinèrent notamment Zemail Mustafi, vice-président de la branche de Bujanovac du Parti socialiste de Serbie. Du 21 juin 1999 au 12 novembre 2000, 294 attaques furent dénombrées, dont 246 à Bujanovac, 44 à Medveđa et six à Preševo. Quatorze personnes, dont six civils et huit policiers furent tuées, trente-sept autres blessées (deux observateurs des Nations unies, trois civils et trente-quatre policiers) et cinq civils furent enlevés. Selon des méthodes similaires à l'UÇK, les armes employées étaient principalement des fusils d'assaut, des mitrailleuses, des mortiers et des fusils de précision. Plus rarement, Les rebelles usèrent également de lance-roquettes, des grenades à main ainsi que des mines anti-char et anti-personnel.
Constatant que la situation devenait incontrôlée, l'OTAN autorisa l'armée de Yougoslavie à réinvestir la zone démilitarisée le 24 mai 2001. Parallèlement, elle offrit la garantie que tout rebelle qui se rendrait à la KFOR se verrait uniquement enregistré et prendre ses armes avant d'être immédiatement libéré. Plus de 450 membres de l'UÇPMB répondirent à cet appel et déposèrent leurs armes, dont leur chef, Shefket Musliu, qui se rendit à un checkpoint le 26 mai 2001 Le conflit prit officiellement fin le 1er juin 2001 et l'UÇPMB fut dissoute.